# Zeb Powell
Zeb Powell (Waynesville, 18 gennaio 2000) è uno snowboarder statunitense.

## Palmarès

### Winter X  Games
- 2 medaglie:
  - 1 oro (knuckle huck ad Aspen 2020)
  - 1 argento (knuckle huck ad Aspen 2024)